# Województwo gdańskie (1945–1975)

Województwo w latach 1946−1950

Województwo gdańskie po raz pierwszy powołane zostało przez Prezydium Krajowej Rady Narodowej w dniu zajęcia Gdańska przez Armię Czerwoną – 30 marca 1945. Obejmowało teren obecnego woj. pomorskiego (część wschodnia) oraz fragment woj. warmińsko-mazurskiego.

## Ludność
| Rok                          | Liczba mieszkańców | Liczba mieszkańców  | Liczba mieszkańców |
| Rok                          | ogółem             | miejska (%)         | wiejska (%)        |
| ---------------------------- | ------------------ | ------------------- | ------------------ |
| 14 II 1946 (spis sumaryczny) | 732 150            | 366 313 (50,03%)    | 365 837 (49,97%)   |
| 3 XII 1950 (spis powszechny) | 930 448            | 539 463 (57,98%)    | 390 985 (42,02%)   |
| 31 XII 1956                  | 1126 tys.          | 727 tys. (64,6%)    | 399 tys. (35,4%)   |
| 1959                         | 1208,4 tys.        | b.d. (66%)          | b.d. (34%)         |
| 6 XII 1960 (spis powszechny) | 1 222 769          | 811 468 (66,36%)    | 411 301 (33,64%)   |
| 1962                         | 1282,7 tys.        | b.d. (66,8%)        | b.d. (33,2%)       |
| 31 XII 1963                  | 1312 tys.          | 880 tys. (67,1%)    | 432 tys. (32,9%)   |
| 31 XII 1965                  | 1352,8 tys.        | b.d.                | b.d.               |
| 1967                         | 1392,9 tys.        | b.d.                | b.d.               |
| 31 XII 1968                  | 1442 tys.          | 997 tys. (69,1%)    | 445 tys. (30,9%)   |
| 8 XII 1970 (spis powszechny) | 1 467 755          | 1 020 704 (69,54%)  | 447 051 (30,46%)   |
| 31 XII 1971                  | 1486,9 tys.        | 1039 tys. (69,9%)   | 447,9 tys. (30,1%) |
| 31 XII 1972                  | 1510,6 tys.        | 1060,4 tys. (70,2%) | 450,2 tys. (29,8%) |
| 31 XII 1973                  | 1539 tys.          | 1100 tys. (71,4%)   | 439 tys. (28,6%)   |
| 31 XII 1974                  | 1564 tys.          | 1122 tys. (71,8%)   | 442 tys. (28,2%)   |

## Podział administracyjny

### 1946
| Powiat           | Powierzchnia (km²) | Liczba ludności 14 II 1946 | Liczba ludności 14 II 1946 |
| Powiat           | Powierzchnia (km²) | ogółem                     | na km²                     |
| ---------------- | ------------------ | -------------------------- | -------------------------- |
| elbląski         | 514                | 27 953                     | 54                         |
| Gdańsk (miejski) | 114                | 117 894                    | 1034                       |
| gdański          | 1779               | 82 163                     | 46                         |
| Gdynia (miejski) | 66                 | 77 829                     | 1179                       |
| kartuski         | 1302               | 66 541                     | 51                         |
| kościerski       | 1162               | 47 083                     | 41                         |
| kwidzyński       | 526                | 21 920                     | 42                         |
| lęborski         | 1289               | 46 305                     | 36                         |
| malborski        | 226                | 14 811                     | 65                         |
| morski           | 1281               | 85 493                     | 67                         |
| starogardzki     | 1127               | 65 976                     | 59                         |
| sztumski         | 623                | 16 186                     | 26                         |
| tczewski         | 716                | 61 996                     | 87                         |

### 1954
Jesienią 1954 zlikwidowano gminy, a w ich miejsce wprowadzono gromady jako najmniejsza jednostka podziału terytorialnego Polskiej Rzeczypospolitej Ludowej w latach 1954–1972. Gromady, z gromadzkimi radami narodowymi (GRN) jako organami władzy najniższego stopnia na wsi, funkcjonowały od reformy reorganizującej administrację wiejską przeprowadzonej jesienią 1954 do momentu ich zniesienia z dniem 1 stycznia 1973, tym samym wypierając organizację gminną w latach 1954–1972.
W związku ze zmianami administracyjnymi na najniższym szczeblu zmieniły się granice województwa, a także powiatów i miast.
Zmiana granic województw i powiatów:
| Gromada      | Z powiatu / województwa | Z powiatu / województwa | Do powiatu / województwa | Do powiatu / województwa |
| Bochowo      | lęborski                | gdańskie                | słupski                  | koszalińskie             |
| Chośnica     | kartuski                | gdańskie                | bytowski                 | koszalińskie             |
| Wojtal       | kościerski              | gdańskie                | chojnicki                | bydgoskie                |
| Brzeźno Małe | starogardzki            | gdańskie                | tucholski                | bydgoskie                |
| Linówek      | starogardzki            | gdańskie                | tucholski                | bydgoskie                |
| Rąbek        | słupski                 | koszalińskie            | lęborski                 | gdańskie                 |
| Darżewo      | słupski                 | koszalińskie            | lęborski                 | gdańskie                 |
| Pogorzelice  | słupski                 | koszalińskie            | lęborski                 | gdańskie                 |
| Oskowo       | słupski                 | koszalińskie            | lęborski                 | gdańskie                 |
| Udzierz      | świecki                 | bydgoskie               | starogardzki             | gdańskie                 |

Zmiana granic powiatów:
| Gromada                | Z powiatu           | Do powiatu   |
| Ząbrowo                | elbląski            | malborski    |
| Szaleniec              | elbląski            | malborski    |
| Janin                  | kościerski          | starogardzki |
| Zawada                 | kościerski          | starogardzki |
| Jezierce               | kościerski          | starogardzki |
| Lipia Góra Mała        | kościerski          | starogardzki |
| Kleszczewo Kościerskie | kościerski          | starogardzki |
| Gostomie               | kartuski            | kościerski   |
| Skorzewo               | kartuski            | kościerski   |
| Tuchom                 | kartuski            | wejherowski  |
| Benowo                 | kwidzyński          | sztumski     |
| Barcice                | kwidzyński          | sztumski     |
| Rudniki                | kwidzyński          | sztumski     |
| Jarzębina              | kwidzyński          | sztumski     |
| Osiek                  | lęborski            | wejherowski  |
| Mierzyno               | lęborski            | wejherowski  |
| Gniewino               | lęborski            | wejherowski  |
| Perlino                | lęborski            | wejherowski  |
| Bychowo                | lęborski            | wejherowski  |
| Piekło                 | malborski           | sztumski     |
| Lubstowo               | nowodworsko-gdański | malborski    |
| Nidowo                 | nowodworsko-gdański | malborski    |
| Brudzędy               | sztumski            | elbląski     |
| Strzebielino           | wejherowski         | lęborski     |
| Nowe Ujeścisko         | gdański             | Gdańsk (m)   |
| Czatkowy               | tczewski            | Tczew (m)    |

Zniesione gromady:
| Gromada zniesiona | Włączona do miasta    |
| Nowe Ujeścisko    | Gdańsk (m)            |
| Czatkowy          | Tczew (m)             |
| Rąbek             | Łeba (m)              |
| Modrzewina        | Elbląg (m)            |
| Kałdowo           | Malbork (m)           |
| Kocborowo         | Starogard Gdański (m) |
| Naniec            | Wejherowo (m)         |
| Wejherowo-Zamek   | Wejherowo (m)         |

Nowe miejscowości:
| Wyłączona z miasta    | Nowa miejscowość |
| Łeba (m)              | Steknica         |
| Łeba (m)              | Osetnik          |
| Kwidzyn (m)           | Górki            |
| Starogard Gdański (m) | Janowo           |
| Sztum (m)             | Sztumska Wieś    |

### 1973
Źródło:
| Powiat              | Powierzchnia [km²] | Liczba ludności 31 XII 1972 | Liczba ludności 31 XII 1972 | Miasta | Miasta                                            | Gminy | Siedziba          |
| Powiat              | Powierzchnia [km²] | ogółem (tys.)               | na km²                      | ogółem | w tym posiadające wspólną radę narodową z gminami | Gminy | Siedziba          |
| ------------------- | ------------------ | --------------------------- | --------------------------- | ------ | ------------------------------------------------- | ----- | ----------------- |
| Elbląg (miejski)    | 32                 | 92,6                        | 2890                        | 1      | nd.                                               | nd.   | Elbląg            |
| elbląski            | 855                | 27,2                        | 32                          | 1      | 1                                                 | 6     | Elbląg            |
| Gdańsk (miejski)    | 153                | 378,3                       | 2475                        | 1      | nd.                                               | nd.   | Gdańsk            |
| gdański             | 849                | 62,5                        | 74                          | 1      | 1                                                 | 8     | Pruszcz Gdański   |
| Gdynia (miejski)    | 74                 | 200,6                       | 2715                        | 1      | nd.                                               | nd.   | Gdynia            |
| kartuski            | 1149               | 74,3                        | 65                          | 1      | 0                                                 | 9     | Kartuzy           |
| kościerski          | 1145               | 56                          | 49                          | 2      | 1                                                 | 8     | Kościerzyna       |
| kwidzyński          | 534                | 47,1                        | 88                          | 1      | 0                                                 | 5     | Kwidzyn           |
| lęborski            | 1141               | 61,9                        | 54                          | 2      | 0                                                 | 6     | Lębork            |
| malborski           | 494                | 57,4                        | 116                         | 2      | 1                                                 | 5     | Malbork           |
| nowodworsko-gdański | 555                | 30,6                        | 55                          | 1      | 0                                                 | 6     | Nowy Dwór Gdański |
| pucki               | 582                | 54,1                        | 93                          | 4      | 0                                                 | 5     | Puck              |
| Sopot (miejski)     | 18                 | 49,9                        | 2713                        | 1      | nd.                                               | nd.   | Sopot             |
| starogardzki        | 1172               | 85,9                        | 73                          | 2      | 1                                                 | 9     | Starogard Gdański |
| sztumski            | 642                | 38,5                        | 60                          | 2      | 1                                                 | 6     | Sztum             |
| Tczew (miejski)     | 22                 | 42,9                        | 1908                        | 1      | nd.                                               | nd.   | Tczew             |
| tczewski            | 673                | 45,6                        | 68                          | 2      | 2                                                 | 8     | Tczew             |
| wejherowski         | 946                | 105,2                       | 111                         | 3      | 0                                                 | 6     | Wejherowo         |

## Wojewodowie gdańscy
- Mieczysław Okęcki 1945–1946
- Stanisław Zrałek 1946–1950
- Mieczysław Wągrowski 1950–1952
- Bolesław Geraga 1952–1954
- Walenty Szeliga 1954–1956
- Józef Wołek 1956–1960
- Piotr Stolarek 1960–1969
- Tadeusz Bejm 1969–1972
- Henryk Śliwowski 1972–1975